# M's alliance
M's alliance（エムズ アライアンス）は、プロレスリング・ノアの興行において活動するプロレスラーのユニットである。2020年6月14日結成。

## 略歴
2020年
- 1月、第52代GHCタッグ王者に輝いた丸藤正道と望月成晃組（通称「もちまる」）は、同年4月に王座陥落するも、その後もにタッグを継続。
- 6月14日、無観客試合において「スペシャル6人タッグマッチ」と題し、武藤敬司とトリオを結成した。試合終了後にチームを結成を表明し、チーム名「M's alliance」を発表した。また次回大会にて新メンバー「Ｍ」の投入を予告した[1]。
- 6月21日、無観客試合において、新メンバーとして宮本裕向が登場した。
- 8月30日、カルッツ川崎大会において、新メンバーとして船木誠勝が登場した。

2021年
- 1月、後楽園大会にて田中将斗が参戦（当日発表）、丸藤・武藤とタッグを組んだ。

2022年
- 1月22日、大阪大会にて船木が脱退し金剛へ加入した。
- 3月13日、横浜武道館大会にて、ユニットとしての活動休止を発表した。

## チーム名称の由来
チーム名は、偶然3人のイニシャルがＭということで結成。国内外問わず『Ｍ』が付くレスラーの他、自薦他薦職業を問わず応援メンバーを集めるとのこと。

## メンバー
- 丸藤正道（発足〜） - 発起人
- 望月成晃（発足〜） - DRAGON GATE
- 武藤敬司（発足〜） - 結成時フリー、2021年2月よりノア入団
- 宮本裕向（2020年6月21日〜） - 暗黒プロレス組織666
- 田中将斗（2021年1月〜） - プロレスリングZERO1

非選手
- 松井珠理奈（2020年8月7日） [2]
- 前田日明（2020年8月23日） [3]
- モモタロウ（2020年8月26日）[4]
- 森下仁丹（2020年10月4日）
- モンモンモン（2021年1月5日）

元メンバー
- 船木誠勝（2020年8月〜2022年2月、金剛へ移籍） - フリー

## タイトル歴
GHCヘビー級王座
- 武藤敬司（34代）
- 丸藤正道（35代）

GHCナショナル王座
- 望月成晃（6代）

GHCタッグ王座
- 武藤敬司&丸藤正道（57代）

プロレス大賞 年間最高試合賞
- 武藤敬司（2022年）